# Lissac-et-Mouret
Lissac-et-Mouret é uma comuna francesa na região administrativa de Occitânia, no departamento de Lot. Estende-se por uma área de 15,55 km². Em 2010 a comuna tinha 951 habitantes (densidade: 61,2 hab./km²).